# Anyphops silvicolellus
Anyphops silvicolellus là một loài nhện trong họ Selenopidae.
Loài này thuộc chi Anyphops. Anyphops silvicolellus được Embrik Strand miêu tả năm 1913.